# Augusto Zucchi
Augusto Zucchi (Varazze, 9 marzo 1946) è un attore, regista, sceneggiatore e drammaturgo italiano.

## Biografia
Nato a Varazze nel 1946, si diploma come attore alla scuola del Teatro Stabile di Genova con Luigi Squarzina nel 1968 e nel 1971 si diploma come regista all'Accademia d'arte drammatica "Silvio d'Amico". Ha diretto e interpretato numerosi spettacoli tratti da testi classici e contemporanei collaborando con cooperative, compagnie e teatri stabili. È autore di numerosi testi teatrali, tra i quali La memoria e l'oblio e Il ventre. Ha fondato insieme al critico e scrittore Italo Moscati una compagnia teatrale che si è occupata per alcuni anni di teatro di impegno civile. Dal 1979 al 1981 è stato, con Alessandro Fersen, condirettore dello Stabile di Bolzano e ha collaborato con lo Stabile di Roma. Nel 1982 ha vinto il premio IDI per la regia dello spettacolo teatrale Terroristi.
Nel 1987 ha organizzato in collaborazione con l'Ente teatrale italiano il "Progetto Dramma Italia": una rassegna di teatro italiano contemporaneo. Ha scritto numerosi soggetti e sceneggiature per il cinema e la televisione. Tra queste la più famosa, scritta in collaborazione con Carlo Lizzani, è Caro Gorbaciov (1988), film interpretato da Harvey Keitel presentato al Festival di Venezia. Dirige vari film per Rai 2 come Camera e La specialità della casa e vari documentari per Rai 3 come L'albero dei poveri, La terra dello spirito, Oscar Hammerstein e Giovanni Soldini: navigatore solitario. Ha scritto anche l'episodio Il prezzo del successo, della seconda stagione di Distretto di Polizia.
Ha diretto alcune trasmissioni radiofoniche di Maurizio Costanzo e realizzato produzioni con Radio Due e Radio Tre. Le sue prime apparizioni come attore risalgono al 1986 ne Il caso Moro di Giuseppe Ferrara, e, nel 1987, in La monaca di Monza. Negli anni seguenti compare anche in serie televisive come Il maresciallo Rocca, Il bello delle donne, Crimini,Don Matteo eDistretto di polizia. Dal 1992 è direttore artistico con Paola Maffioletti di una società di produzioni teatrali cine-televisive: Auroville, sovvenzionata dal Dipartimento dello Spettacolo, per la quale ha prodotto e continua a produrre spettacoli teatrali e a organizzare festival di spettacoli di prosa e musicali.
Diventa più conosciuto grazie alle sue apparizioni nei film di Aldo, Giovanni e Giacomo: in Tre uomini e una gamba (1997) è il "professorone", in Così è la vita (1998) è il commissario di polizia e in Chiedimi se sono felice (2000) è un capo commesso dei grandi magazzini, ruoli in cui intima sempre ad uno dei membri del trio di rimanere in silenzio e non muoversi. Nel 2005 è tra gli interpreti della miniserie televisiva Callas e Onassis. Nel 2007 interpreta la parte di impresario teatrale ne I Cesaroni 2. Nella serie italiana Rex interpreta Gori, capo della polizia. Nel 2009 dirige il film La voce, con protagonista Rocco Papaleo.
Nel 2013 prende parte al film Sole a catinelle di Gennaro Nunziante con Checco Zalone. Nello stesso anno è tra gli interpreti del film per la televisione diretto da Pupi Avati e realizzato da Rai Fiction Il bambino cattivo, e del film Pasolini, la verità nascosta, regia di Federico Bruno. Nel 2014 è al cinema con Fratelli unici, regia di Alessio Maria Federici e nel 2018 nel cast del primo film de Il Terzo Segreto di Satira Si muore tutti democristiani. Nel 2017 gira il film francese L’apparizione, regia di Xavier Giannoli e la serie TV Suburra, diretta da Michele Placido. Nel maggio 2024 è nel film TV dedicato a Paolo Villaggio, diretto da Luca Manfredi, Com'è umano lui!, dove interpreta il padre, Ettore Villaggio. Ha insegnato recitazione e regia per diversi anni in una scuola di recitazione da lui fondata presso il teatro Agorà di Roma.

## Filmografia

Augusto Zucchi in Il caso Moro (1986)

### Regista

#### Cinema
- La terra dello spirito (1988)
- La voce - Il talento può uccidere (2013)

#### Televisione
- Camera – film TV (1979)
- L'albergo dei poveri – documentario (1979)
- Gli amori inquieti – film TV (1981)
- Il fascino dell'insolito – serie TV, episodio La specialità della casa (1982)
- Oscar Hammerstein – documentario
- Giovanni Soldini: navigatore solitario – documentario

### Attore

#### Cinema
- Il trapianto, regia di Steno (1970)
- L'uccello migratore, regia di Steno (1972)
- La polizia ringrazia, regia di Steno (1972)
- Il caso Moro, regia di Giuseppe Ferrara (1986)
- La monaca di Monza, regia di Luciano Odorisio (1987)
- Via Paradiso, regia di Luciano Odorisio (1988)
- Il fratello minore, regia di Stefano Gigli – cortometraggio (1996)
- Tre uomini e una gamba, regia di Aldo, Giovanni e Giacomo e Massimo Venier (1997)
- Non lo sappiamo ancora, regia di Stefano Bambini, Alan De Luca e Lino D'Angiò (1998)
- Così è la vita, regia di Aldo, Giovanni & Giacomo e Massimo Venier (1998)
- Guardami, regia di Davide Ferrario (1999)
- Un uomo perbene, regia di Maurizio Zaccaro (1999)
- Vuoti a perdere, regia di Massimo Costa (1999)
- Chiedimi se sono felice, regia di Aldo, Giovanni e Giacomo e Massimo Venier (2000)
- Tutta la conoscenza del mondo, regia di Eros Puglielli (2000)
- I banchieri di Dio - Il caso Calvi, regia di Giuseppe Ferrara (2001)
- Senza filtro, regia di Mimmo Raimondi (2001)
- Il naso storto, regia di Antonio Ciano – cortometraggio (2002)
- Il compagno americano, regia di Barbara Barni (2002)
- Le seduttrici (A Good Woman), regia di Mike Barker (2004)
- La rivincita di Natale, regia di Pupi Avati (2004)
- Passo a due, regia di Andrea Barzini (2005)
- Baciami piccina, regia di Roberto Cimpanelli (2006)
- Mi fido di te, regia di Massimo Venier (2007)
- L'ora di punta, regia di Vincenzo Marra (2007)
- Non ti voltare (Ne te retourne pas), regia di Marina de Van (2009)
- Dracula 3D, regia di Dario Argento (2012)
- Sole a catinelle, regia di Gennaro Nunziante (2013)
- La voce - Il talento può uccidere, regia di Augusto Zucchi (2013)
- Pasolini, la verità nascosta, regia di Federico Bruno (2013)
- Sotto una buona stella, regia di Carlo Verdone (2014)
- Fratelli unici, regia di Alessio Maria Federici (2014)
- L'apparizione, regia di Xavier Giannoli (2017)
- Io è morto, regia di Alberto De Venezia (2017)
- Si muore tutti democristiani, regia de Il Terzo Segreto di Satira (2018)
- Malati di sesso, regia di Claudio Cicconetti (2018)
- Pappo e Bucco, regia di Antonio Losito – cortometraggio (2021)
- Yara, regia di Marco Tullio Giordana (2021)
- I fratelli De Filippo, regia di Sergio Rubini (2021)
- Italian Horror Stories, registi vari (2021)
- Dante, regia di Pupi Avati (2022)

#### Televisione
- Il cespuglio delle bacche velenose, regia di Gianni Lepre – film TV (1987)
- Assicurazione sulla morte, regia di Carlo Lizzani – film TV (1987)
- Festa di Capodanno, regia di Piero Schivazappa – miniserie TV (1988)
- Una donna tutta sbagliata, regia di Mauro Severino – miniserie TV (1988)
- Il gorilla (Le Gorille), regia di Maurizio Lucidi – miniserie TV (1988)
- Un inviato molto speciale – serie TV (1992)
- A rischio d'amore, regia di Vittorio Nevano – miniserie TV (1994)
- Una bambina di troppo, regia di Damiano Damiani – film TV (1995)
- Les Nouveaux Exploits d'Arsène Lupin, regia di Vittorio De Sisti – miniserie TV (1995)
- Mamma, mi si è depresso papà, regia di Paolo Poeti – film TV (1996)
- Professione fantasma – serie TV, episodio 1x01 (1998)
- Avvocati, regia di Giorgio Ferrara – miniserie TV (1998)
- L'ispettore Giusti – serie TV (1999)
- Turbo – serie TV (1999)
- Incantesimo, regia di Alessandro Cane e Tomaso Sherman – soap opera (2000)
- Linda e il brigadiere – serie TV (2000)
- Distretto di Polizia – serie TV, 26 episodi (2000-2001)
- Don Luca – serie TV, (2001)
- Il bello delle donne – serie TV (2001)
- Sei forte, maestro – serie TV (2001)
- Don Matteo – serie TV, episodio 2x05 (2001)
- Cuore, regia di Maurizio Zaccaro – miniserie TV (2001)
- Aleph, regia di Gianni Lepre – miniserie TV (2001)
- Carabinieri – serie TV (2002)
- Cinecittà – serie TV (2003)
- Cuore contro cuore – serie TV (2004)
- Il bell'Antonio, regia di Maurizio Zaccaro – miniserie TV (2005)
- Il maresciallo Rocca – serie TV (2005)
- Callas e Onassis, regia di Giorgio Capitani – miniserie TV (2006)
- 48 ore – serie TV (2005)
- Crimini – serie TV, episodio 1x02 (2006)
- Papa Luciani - Il sorriso di Dio, regia di Giorgio Serafini – miniserie TV (2006)
- R.I.S. 2 - Delitti imperfetti – serie TV, episodio 2x10 (2006)
- Io e mamma, regia di Andrea Barzini – miniserie TV (2007)
- Senza via d'uscita - Un amore spezzato, regia di Giorgio Serafini – miniserie TV (2007)
- Il generale Dalla Chiesa, regia di Giorgio Capitani – miniserie TV (2007)
- Ho sposato uno sbirro – serie TV, episodio 1x03 (2008)
- I Cesaroni – serie TV, episodio 2x05 (2008)
- Rex – serie TV (2008-2015)
- Moana, regia di Alfredo Peyretti – miniserie TV (2009)
- Sarò sempre tuo padre, regia di Lodovico Gasparini – miniserie TV (2011)
- Il bambino cattivo, regia di Pupi Avati – film TV (2013)
- Il tredicesimo apostolo – serie TV, episodio 2x10, regia di Alexis Sweet (2014)
- Le due leggi, regia Luciano Manuzzi – miniserie TV (2014)
- Il bosco, regia di Eros Puglielli – miniserie TV (2015)
- La dama velata – serie TV (2015)
- Squadra mobile – serie TV, episodio 1x07 (2015)
- Suburra - La serie – serie TV, 7 episodi (2017-2019)
- Rosy Abate - La serie – serie TV, 3 episodi (2017)
- Liberi sognatori - Una donna contro tutti, regia di Fabio Mollo – film TV (2018)
- Un passo dal cielo – serie TV, episodio 7x05 (2023)
- Maria Corleone – serie TV, 9 episodi (2023-2025)
- Com'è umano lui!, regia di Luca Manfredi – film TV (2024)
- Libera – serie TV, episodi 1x07-1x08 (2024)

### Sceneggiatore
- Caro Gorbaciov, regia di Carlo Lizzani (1988)
- La storia di Carla e Festival (1997)
- Distretto di Polizia – serie TV, episodio 2x11 (2001)
- Il trasformista, regia di Luca Barbareschi (2002)

## Teatro

### Regista
- L'adulatore di Carlo Goldoni (1972 e 1979)
- La vaccaria di Ruzante (1974)
- Don Chisciotte di Michail Afanas'evič Bulgakov (1974)
- La pupilla di Carlo Goldoni (1975)
- A morte Roma di Renato Mainardi e Mario Moretti (1976)
- La doppia incostanza di Pierre de Marivaux (1976)
- Felicitas di Mario Prosperi (1978)
- I dialoghi di Ruzante (1978)
- Gli amori inquieti di Carlo Goldoni (1979)
- Il teatro comico di Carlo Goldoni (1980)
- Basilio e l'amico Metro di Gianfranco Rimondi (1981)
- La vedova scaltra di Carlo Goldoni (1981)
- Molto rumore per nulla di William Shakespeare (1982)
- I due gemelli veneziani di Carlo Goldoni (1982)
- Terroristi di Mario Moretti (1982)
- Grand Guignol di Corrado Augias (1983)
- La commedia degli errori di William Shakespeare (1983)
- Un curioso accidente di Carlo Goldoni (1983)
- Il signor di Purceaugnac di Molière (1983)
- La pupilla di Carlo Goldoni (1984)
- La mafia non esiste di Nicola Saponaro (1984)
- L'arcitaliano di Italo Moscati (1984)
- La schiava d'Oriente di Carlo Goldoni (1985)
- Politicanza di Italo Moscati (1985)
- Peccato che sia una sgualdrina di John Ford (1986)
- Il senatore Fox di Luigi Lunari (1986)
- Aldo Moro: i giorni del no di Mario Maranzana (1986)
- La stagione del garofano rosso di Luigi Lunari (1986)
- Stravaganza di Dacia Maraini (1987)
- Felicita Colombo di Giuseppe Adami (1987)
- Il Capitan Fracassa di Théophile Gautier (1987)
- La casa di Bernarda Alba di Federico García Lorca (1988)
- I Menecmi di Plauto (1988)
- L'isola di nessuno di Mario Moretti (1988)
- Il giocatore di Carlo Goldoni (1988)
- La vedova scaltra di Carlo Goldoni (1991)
- Eva contro Eva di Mary Orr (1991)
- L'evento di Italo Moscati (1991)
- La bisbetica domata di William Shakespeare (1991)
- Caro Goldoni di Augusto Zucchi (1992)
- La Signora di mezza età di Marcello Marchesi (1993)
- Corps di J. Moon (1994)
- L'uomo, la bestia e la virtù di Luigi Pirandello (1995 e 2000)
- Le donne di Jake di Neil Simon (1995)
- Gli amori inquieti di Carlo Goldoni (1996)
- Crimini di Augusto Zucchi (1997)
- Don Giovanni e il suo servo di Rocco Familiari (1997)
- La verità di Ennio De Concini e Augusto Zucchi (1998)
- La memoria e l'oblio di Augusto Zucchi (1998)
- Decamerone di Luigi Lunari e Augusto Zucchi (1998)
- Il gatto in tasca di Georges Feydeau (1998)
- Penetrazioni di Gian Maria Cervo (1998)
- Addio! di AA.VV (1999)
- Il demone meschino di Fëdor Sologub (1999)
- Orfeo Euridice di Rocco Familiari (2001)
- Le nuvole sul sofà di P. Favari (2001)
- L'impresario delle Smirne di Carlo Goldoni (2002)
- L'odore di Rocco Familiari (2003)
- I miserabili, da Victor Hugo (2004)
- L'ora della mosca di Eduardo Pavlovsky (2015)
- Recital Brecht (2016)

### Attore
- Terroristi di Mario Moretti (1982)
- La pupilla di Carlo Goldoni (1984)
- La mafia non esiste di Nicola Saponaro (1984)
- L'arcitaliano di Italo Moscati, regia di Augusto Zucchi (1984)
- La schiava d'Oriente di Carlo Goldoni (1985)
- Politicanza di Italo Moscati (1985)
- Il caso Moro di Maranzana (1986)
- La stagione del garofano rosso di Luigi Lunari (1986)
- Stravaganza di Dacia Maraini (1987)
- Il giocatore di Carlo Goldoni (1988)
- L'evento di Italo Moscati (1991)
- La bisbetica domata di William Shakespeare (1991)
- Caro Goldoni di Augusto Zucchi (1992)
- L'uomo, la bestia e la virtù di Luigi Pirandello (1995 e 2000)
- Crimini di Augusto Zucchi (1997)
- Don Giovanni e il suo servo di Rocco Familiari (1997)
- La verità di Ennio De Concini - Augusto Zucchi (1998)
- Decamerone di Luigi Lunari - Augusto Zucchi (1998)
- Addio! di AA.VV. (1999)
- Il demone meschino di Shologub (1999)
- Requiem per Gilles de Rais di R. Reim (2000)
- Orfeo Euridice di Rocco Familiari (2001)
- Le nuvole sul sofà di P. Favari (2001)
- L'impresario delle Smirne di Carlo Goldoni (2002)
- L'odore di Rocco Familiari (2003)
- I miserabili, da Victor Hugo (2004)
- La cuoca di Mario Zucchi (2005)
- L'ora della mosca di Augusto Zucchi (2006)
- Venezia 1750 di Augusto Zucchi (2007)
- La bottega di Goldoni di Carlo Goldoni (2007)
- I pettegolezzi delle donne di Carlo Goldoni (2009)
- Riccardo III di William Shakespeare (2010)
- Il Decamerone di Boccaccio (2011)
- L'ora della mosca di Pavlovsky (2015)
- Tangentopoli di Andrea Maia e Vincenzo Sinopoli (2017)

## Radio

### Regista
- Per voi giovani di Maurizio Costanzo
- Buon pomeriggio di Maurizio Costanzo
- Dalla vostra parte di Maurizio Costanzo
- Il maestro Pip di Nello Saito (1973)[2]
- La Lena di Ludovico Ariosto (1974)[3]
- Il giallo di mezzanotte (1977)[4]
- Le case del vedovo di George Bernard Shaw (1978)[5]
- Arshile Gorky di Marco Marcon, 26 giugno 1984.
- La vedova scaltra di Carlo Goldoni (1984)[6]
- Il gioco della morte e del caso di Augusto Zucchi (1988)[7]
- La scoperta della libertà. 200 anni dalla rivoluzione francese, con Lucio Villari e Luigi Squarzina (1989)[8]